# Verordnung über außerordentliche Rundfunkmaßnahmen

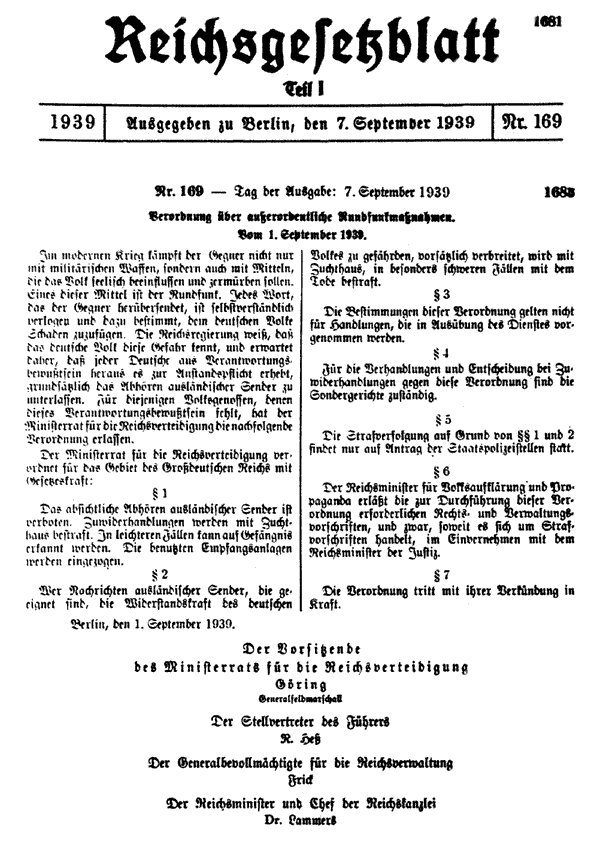
Verordnung über außerordentliche Rundfunkmaßnahmen, vom 1. September 1939

Die Verordnung über außerordentliche Rundfunkmaßnahmen vom 1. September 1939, dem ersten Tag des Zweiten Weltkriegs, kündigte im Großdeutschen Reich für das Abhören aller ausländischen Radiosender Freiheitsstrafen und für die Verbreitung von Nachrichten ausländischer Sender unter bestimmten Voraussetzungen die Todesstrafe an. Beides wurde im nationalsozialistischen Deutschland auch mit dem Begriff Rundfunkverbrechen belegt.
Unter das Abhörverbot fielen auch Sender derjenigen Länder, die mit dem NS-Staat verbündet waren sowie von neutralen Ländern, wie etwa Schweden oder die Schweiz.
Schon 1933 hatte die Gestapo den Kommunisten zugerechnete Rundfunkteilnehmer, die gemeinschaftlich „Radio Moskau“ empfangen hatten, in Konzentrationslager verschleppt. Auch hatten Oberlandesgerichte, Sondergerichte und ab 1934 der Volksgerichtshof bereits ohne diese gesetzliche Grundlage Urteile wegen „Vorbereitung zum Hochverrat“ gefällt, weil Beschuldigte diesen Sender abgehört hatten.

## Gründe, ausländische Sender zu hören
Die Motivation ausländische Sender zu hören, ergab sich bald nach der Machtergreifung der Nationalsozialisten dadurch, dass Teile der Hörerschaft die im Reichsrundfunk verbreitete Propaganda-Lyrik der neuen Machthaber als wenig informativ, platt und stereotyp empfanden und die über Lautsprecher am Arbeitsplatz verbreitete Pflichtberieselung mit Hitler-Reden zusätzlichen Verdruss hervorrief.
Da ausländische Radiosender mit deutschsprachigen Programmen insbesondere im Süden und Westen Deutschlands problemlos per Volksempfänger zu hören waren, wurden die Sendungen von Radio Strasbourg-PTT und Radio Luxemburg gern zur neutralen Informationsgewinnung genutzt. Beide gerieten im Zweiten Weltkrieg bald unter deutsche Truppenbesetzung und fielen damit als unabhängige Informationsquellen aus. Im Gegensatz zur 100 kW starken Sendestation von Radio Beromünster aus der neutralen Schweiz, die abends nach Sendeschluss des Reichsenders Stuttgart in Südwestdeutschland klar zu empfangen war. Hinzu kam der Londoner Rundfunk, der auf verschiedenen Mittel- und Langwellenfrequenzen zu empfangen war.

## Vorgeschichte
Seit dem 29. Oktober 1929 strahlte ein starker Langwellen-Sender des Zentralrates der russischen Gewerkschaften deutschsprachige Sendungen aus, die die KPD in Deutschland propagandistisch unterstützten. Die Reichsregierung setzte ab 1931 versuchsweise Störsender dagegen ein.
Im September 1933 gab die Gestapo einen Erlass heraus, dass alle beim gemeinschaftlichen Empfang von „Radio Moskau“ festgestellten Personen unverzüglich in ein Konzentrationslager einzuliefern seien. Erwogen wurden technische Änderungen an Radioempfängern, um den Empfang zu verhindern. Zahlreiche Störsender wurden installiert; diese führten aber beim Betrieb zu unliebsamen Störgeräuschen des Deutschlandsenders.
1936 gab das Reichsjustizministerium eine Richtlinie heraus, nach der „hochverräterische Mundpropaganda“ auch dann vorliegen könne, wenn ein Feindsender nur im engsten Familienkreis angehört werde; bei gemeinschaftlichem Empfang von Radio Moskau sei grundsätzlich von Vorbereitung zum Hochverrat auszugehen. Obwohl das Abhören gesetzlich noch nicht verboten war, verhängte das Hanseatische Oberlandesgericht 1937 in einem solchen Fall Zuchthausstrafen.
Ein von Joseph Goebbels vorgelegter Entwurf für ein Gesetz über das Abhören kommunistischer Sender, das „Geldstrafen und Gefängnisstrafen nicht unter zwei Jahren“ vorsah, wurde 1937 auf Geheiß Adolf Hitlers nicht angenommen.
In einem Monatsbericht aus Bayern, der zur Information der Gestapo angefertigt wurde, wird im April 1939 gemeldet:

„Bedenklich ist die immer größer werdende Sucht, die in deutscher Sprache ausgehenden Meldungen ausländischer Rundfunksender abzuhören. Das führt dazu, dass auch auf dem Lande von weniger begüterten Volksgenossen anstelle der einfachen billigen Volksempfänger die teuren und leistungsfähigen Rundfunkgeräte bevorzugt werden, mit denen auch die Sendungen aus dem Ausland gut abgehört werden können.“

Hitler billigte später eine mehrfach veränderte Vorlage, bei der Goebbels das ablehnende Votum des Ministerrates durch vorzeitige Veröffentlichung überspielt hatte, und die Verordnung wurde am 7. September 1939 im Reichsgesetzblatt verkündet.

## Inhalt der Verordnung
Im § 1 wurde „das absichtliche Abhören ausländischer Sender“ verboten und bei Zuwiderhandlung mit Zuchthausstrafe bedroht, deren Dauer nicht begrenzt war. Leichtere Fälle waren mit Gefängnisstrafe zu ahnden; das Rundfunkgerät war einzuziehen.
Im § 2 wurde die vorsätzliche Verbreitung solcher abgehörten Nachrichten, die „die Widerstandskraft des deutschen Volkes“ gefährdeten, mit Zuchthausstrafe und in besonders schweren Fällen mit der Todesstrafe bedroht.
Weitere Paragrafen stellten das dienstliche Abhören straffrei und bestimmten, dass die Strafverfolgung nur auf Antrag der Staatspolizeistellen erfolgen und für Verhandlungen die Sondergerichte zuständig sein sollten.
Goebbels schränkte später den Kreis derjenigen erheblich ein, die zum dienstlichen Abhören befugt waren. Sein Ministerium versagte sogar einigen Ministern diese Erlaubnis.

## Bekanntmachung der Verordnung
Das Abhörverbot wurde durch Presseveröffentlichungen und Ankündigungen in Filmlichtspielen publik gemacht. Zeitungen berichteten über abschreckende Strafurteile.
Mitte 1941 erhielten die Blockwarte den Auftrag, alle Wohnungen aufzusuchen und an den Rundfunkgeräten oder an den Bedienungsknöpfen eine Karte anzubringen, die folgende Warnung enthielt:

„Das Abhören ausländischer Sender ist ein Verbrechen gegen die nationale Sicherheit unseres Volkes. Es wird auf Befehl des Führers mit schweren Zuchthausstrafen geahndet. Denke daran!“

In den Geheimen Lageberichten des Sicherheitsdienstes heißt es hierzu, diese Aktion „finde in allen Kreisen der Bevölkerung eine stark negative Aufnahme. Man empfinde die Anbringung dieser Zettel als eine Kränkung und Beleidigung […]“ und lehne besonders ab, dass dort „die Begriffe Führer und Drohung mit Zuchthausstrafe unmittelbar nebeneinander gestellt würden“. 

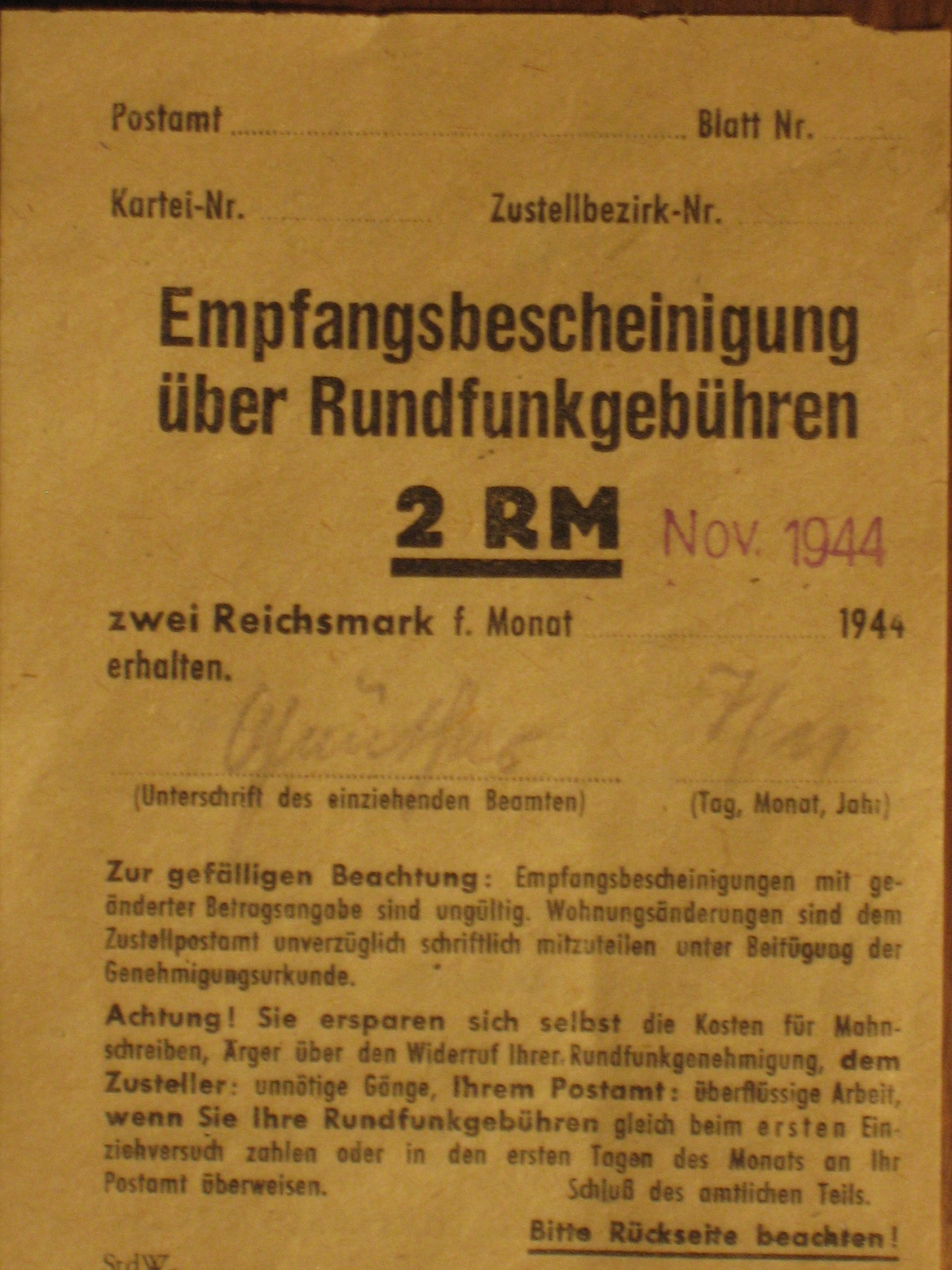
Quittung (1944) für Zahlung der Rundfunkgebühren im Postamt

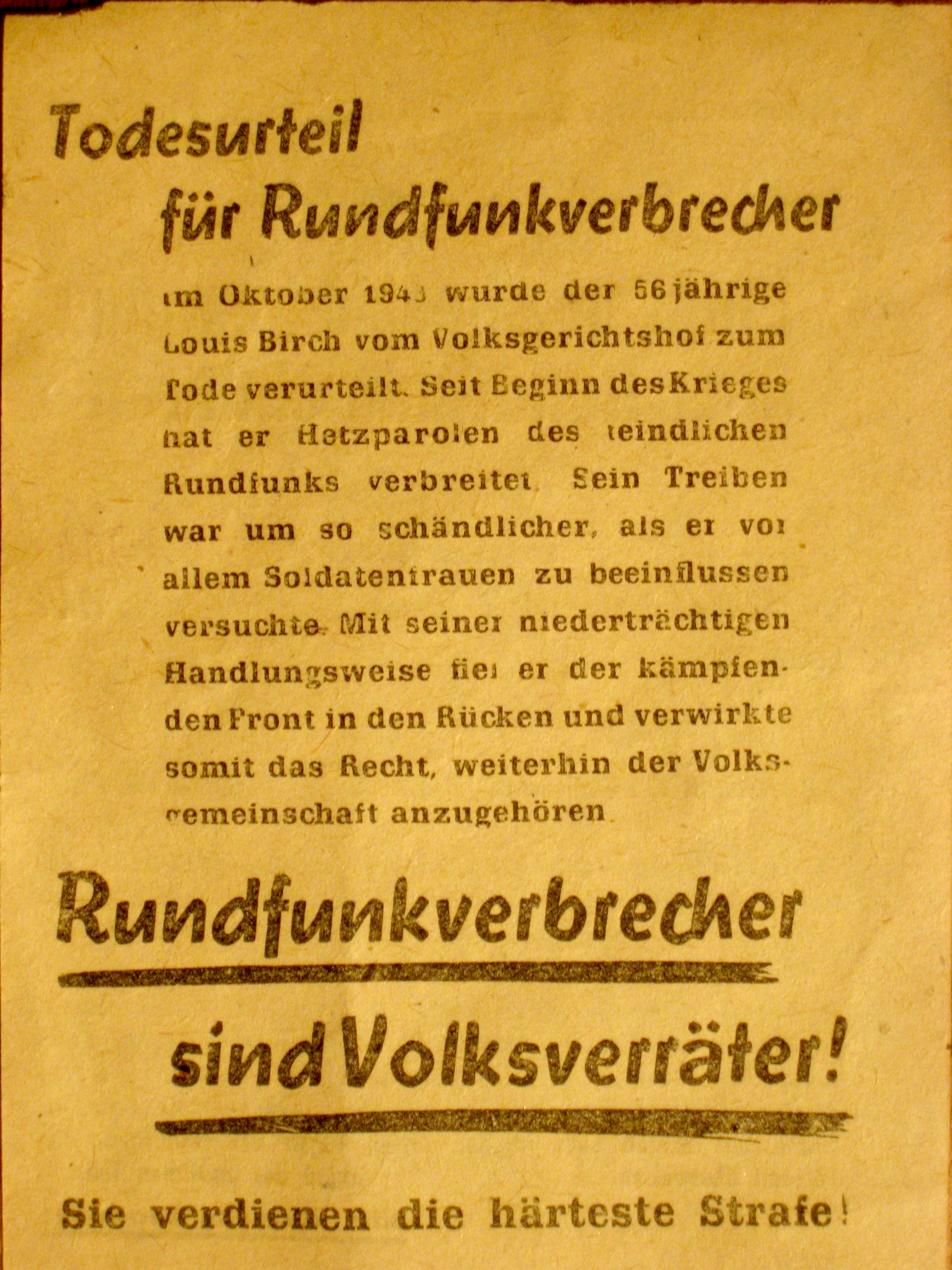
Das stand auf der Rückseite

## Schutz vor Verrat
Am Ende des Tagesprogramms erinnerte zum Beispiel der Sprecher des deutschen Programms der Stimme Amerikas, wieder auf deutsche Sender umzuschalten, um sich bei einer unangemeldeten Kontrolle nicht zu verraten.

## Ausmaß der Verfolgung

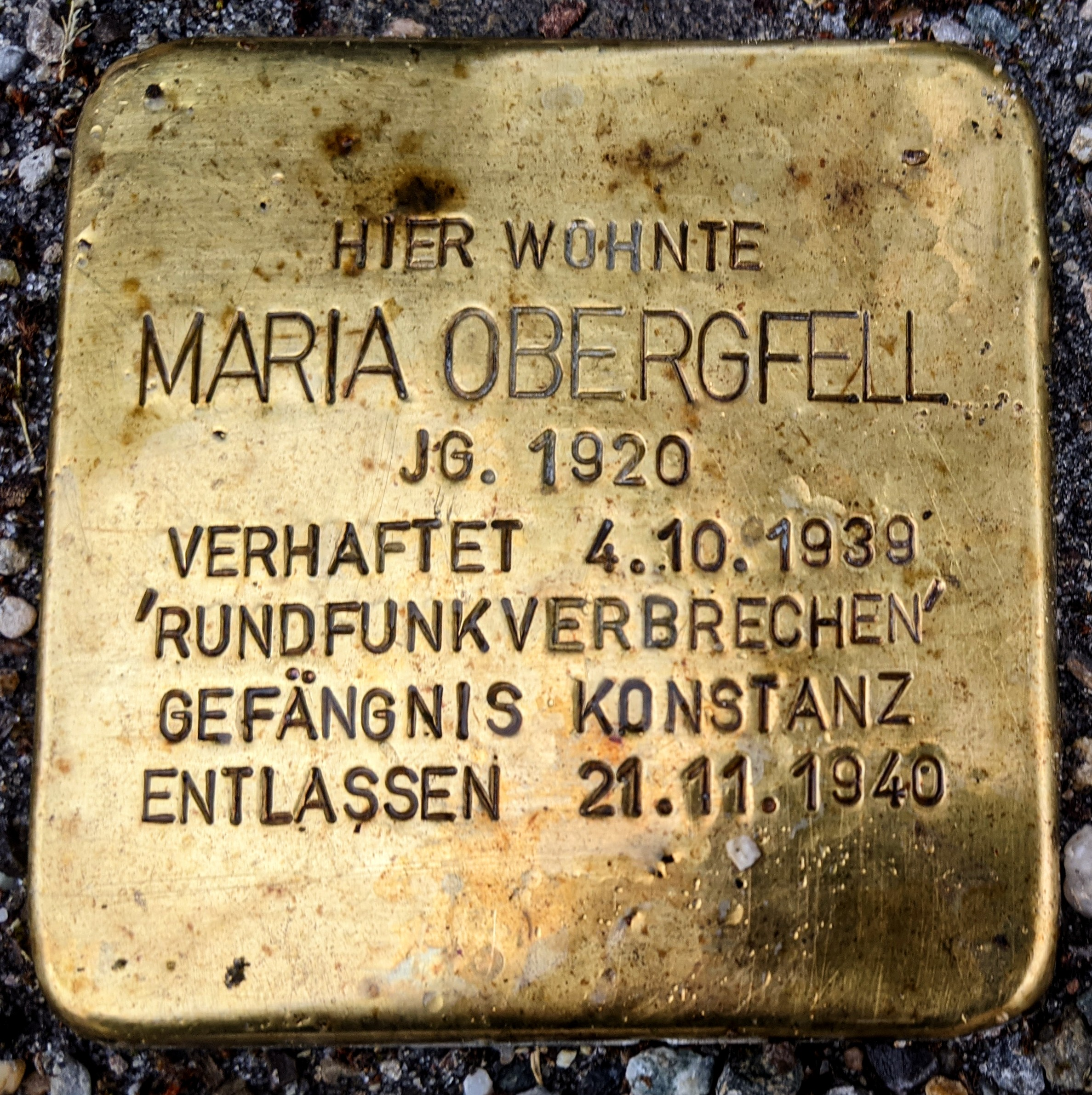
Stolperstein in Konstanz

Durch die Ausschaltung der Staatsanwaltschaft entfiel die Strafverfolgungspflicht. Denunziationen wurden gefiltert und führten nur dann zu Strafurteilen, wenn die Gestapo die Anzeige entsprechend bearbeitete und weiterleitete. Nach einer internen Richtlinie sollte das bloße Abhören von Musiksendungen im Feindsender zu einer Verwarnung, die Weiterverbreitung von Nachrichten aber in jedem Falle zu einem Strafantrag führen.
Die Quellenlage erlaubt keine genauen Aussagen zur Verfolgungsintensität. Nach einem Lagebericht von 1941 wurden monatlich zwischen 200 und 440 Personen wegen Abhörens feindlicher Rundfunkpropaganda festgenommen. In einigen näher untersuchten Gestapobereichen wurden Verstöße nur in 23 % bis 47 % der Fälle an die Gerichte weitergemeldet. In etwa 10 % der Fälle wurden die Denunzierten nach einer mehrtägigen Gestapohaft entlassen; viele der Angezeigten kamen mit einer Verwarnung davon.
Die Reichskriminalitäts-Statistik nennt für die Jahre 1939 bis 1942 für das Deutsche Reich (ohne Österreich) 2.704 Verurteilungen nach der Rundfunkverordnung. Gesamtzahlen für die Folgejahre fehlen, doch offenbaren Zahlenangaben einzelner Städte eine eindeutige Tendenz: So stieg in Hamburg die Anzahl der Fälle ab 1943 sprunghaft um das Dreifache an. Die geheimen Lageberichte des Sicherheitsdienstes berichten unter dem 8. Juli 1943 von „Auflockerungserscheinungen in der Haltung der Bevölkerung“, die für „Rundfunkverbrecher“ Verständnis zeige:

„[…] weisen ferner auf die Tatsache hin, dass das Abhören ausländischer Sender offensichtlich seit Monaten stark zugenommen hat. […] Es gebe zwar niemand zu, dass er ausländische Sender höre, häufig werde aber in politischen Gesprächen darüber diskutiert, dass in England das Abhören deutscher Sender nicht verboten sei und dass die unzureichende Information des deutschen Volkes durch Presse und Rundfunk geradezu der Feindpropaganda in die Arme treibe.“

In autobiographischen Texten wird häufiger erwähnt, dass beim Abhören von Feindsendern Vorsichtsmaßnahmen notwendig waren, um Denunziationen durch neugierige Nachbarn oder Parteifunktionäre zu umgehen – etwa indem man sich mit dem Radio unter eine Decke setzte, wenn kein Kopfhörer zur Verfügung stand und dass man immer darauf achtete, dass nach dem Abschalten des Geräts immer wieder ein unverfänglicher, deutscher Sender eingestellt wurde.
Vergleichende Untersuchungen der Urteile, die Sondergerichte in Berlin und in Freiburg verhängten, belegen durchschnittliche Gefängnisstrafen von 11 bzw. 9 Monaten und Zuchthausstrafen von 25 bzw. 21 Monaten.

## Todesurteile
§ 2 sah unter bestimmten Umständen die Todesstrafe vor. Tatsächlich begründeten Richter jedoch Todesurteile auch in Kriegszeiten nur in wenigen Ausnahmefällen mit dieser Bestimmung. Todesurteile wurden häufig wegen „Hochverrat“ oder „Vorbereitung zum Hochverrat“ oder „Wehrkraftzersetzung“ ausgesprochen. Belegt ist durch die Unterlagen des Reichsministers für Justiz, dass allein im Jahre 1943 elf Todesstrafen wegen sogenannten Rundfunkverbrechens verhängt wurden; wie viele es insgesamt waren, lässt sich nicht mehr eruieren. Für die Urteilsfindung reichte es, die Wirkung der „defätistischen“ und regimefeindlichen Äußerungen entsprechend zu bewerten, ohne nachforschen zu müssen, ob der Angeklagte diese Nachricht selbst abgehört, nur weitererzählt oder aus eigenem Wissen und Urteilen geschöpft hatte.
Belegt ist die Geschichte der Münchner Jugendlichen Walter Klingenbeck, Hans Haberl und Daniel von Recklinghausen, die 1943 hingerichtet wurden. Sie unternahmen den Versuch, einen eigenen Schwarzsender zu errichten, in dem die abgehörten Meldungen der ausländischen Sender weiterverbreitet werden sollten. Klingenbeck wollte ihn nach der im Mai 1940 von Deutschen bombardierten niederländischen Stadt Rotterdam nennen oder vielleicht auch „Sender der Freiheit“ oder „GS 8“. Um eine Anpeilung durch die Polizei zu vermeiden, sollte von drei Stationen aus gesendet werden. Klingenbeck und Haberl bauten hierzu einen Kurz- und zwei Mittelwellensender. Gemeinsam mit von Recklinghausen unternahm Klingenbeck in der zweiten Jahreshälfte 1941 diverse Sendeversuche. Am 26. Januar 1942 wurde Klingenbeck festgenommen. Bei der Durchsuchung der elterlichen Wohnung wurden Radiobauteile gefunden, die ihn und seine Freunde in den Verdacht des Schwarzsendens brachten.

## Aufhebung der Verordnung
Mit dem Kontrollratsgesetz Nr. 11 vom 30. Januar 1946 wurde mit zahlreichen weiteren Strafbestimmungen der nationalsozialistischen Zeit auch diese Rundfunkverordnung aufgehoben.